# Taxomyia taxi
Espèce
Synonymes
- Cecidomyia taxi Inchbald, 1861

La Cécidomyie des bourgeons de l'If, Taxomyia taxi, est une espèce de diptères de la famille des Cecidomyiidae. La larve de cette Cécidomyie provoque une galle dans les bourgeons de l'If commun, dont elle est exclusivement inféodée. Cette espèce est présente dans l'ensemble de l'Europe.

## Taxonomie

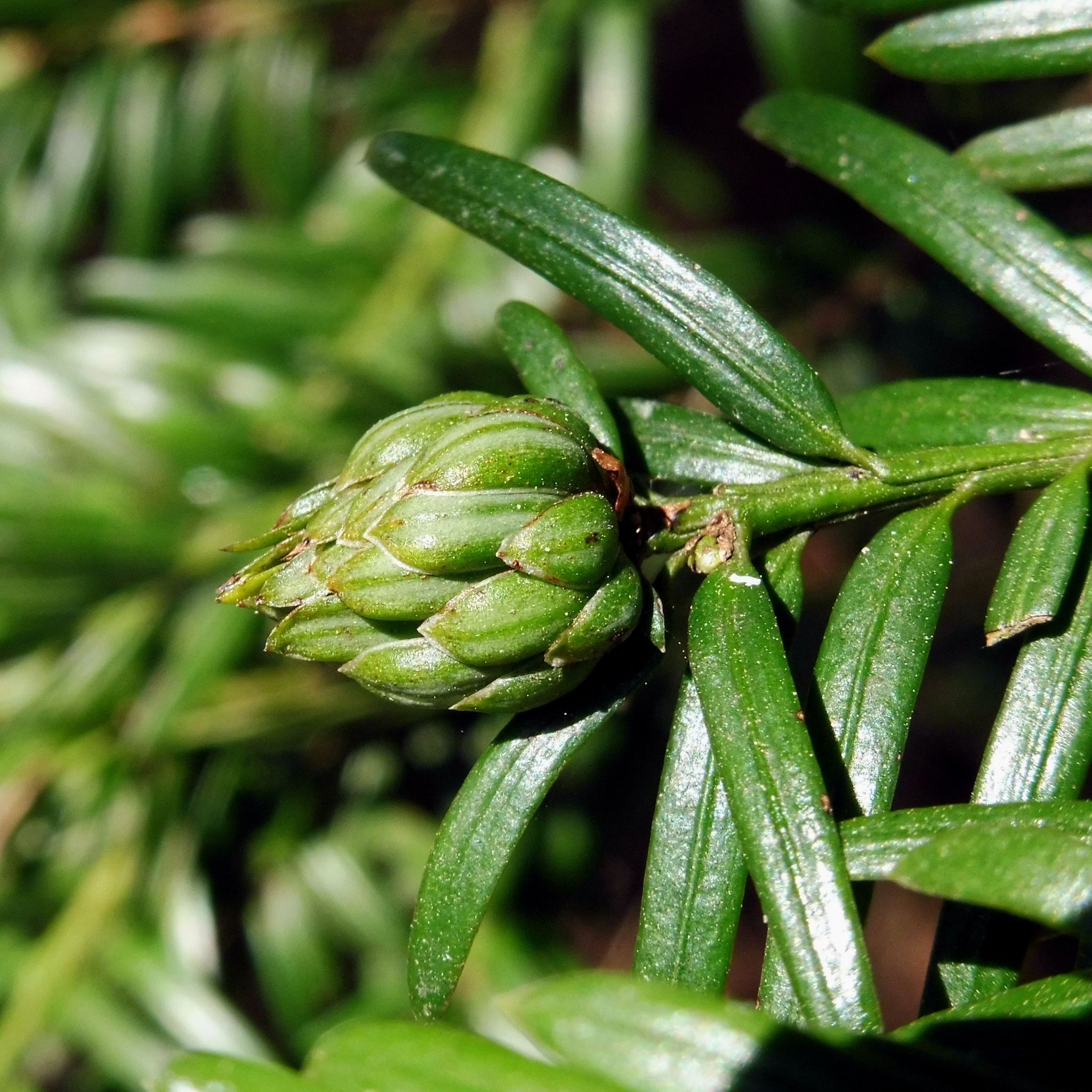
Jeune galle ananas de Taxomyia taxi (Sussex de l'Est, Angleterre)

Taxomyia taxi a été décrite par Peter Inchbald en 1861 en Angleterre. Elle est incluse dans la super-tribu des Lasiopteridi, elle-même incluse au sein de la sous-famille des Cecidomyiinae (famille Cecidomyiidae). Elle n'a pour l'instant pas été placée dans une tribu, en raison d'une spécialisation anatomique trop spécifique ou d'une classification tribale inadéquate. Il s'agit de la seule espèce actuellement reconnue au sein du genre Taxomyia.
« Taxo » et « taxi » proviennent tous deux de taxus en latin, apparenté au grec ταξος par l'indo-européen qui désignent dans ces deux langues l'espèce Taxus baccata, l'If commun. La racine indo-européenne tecs signifie « travailler habilement » en référence au bois de l'If facile à sculpter et dont les qualités d'élasticité en faisaient le bois utilisé dans la confection d'armes de trait ou de jet. « Myia », quant à lui, provient du Grec ancien μυῖα (myia) signifiant « mouche ». La traduction littérale de son nom scientifique serait par conséquent le tautonyme « Mouche de l'If de l'If ».

## Éthologie

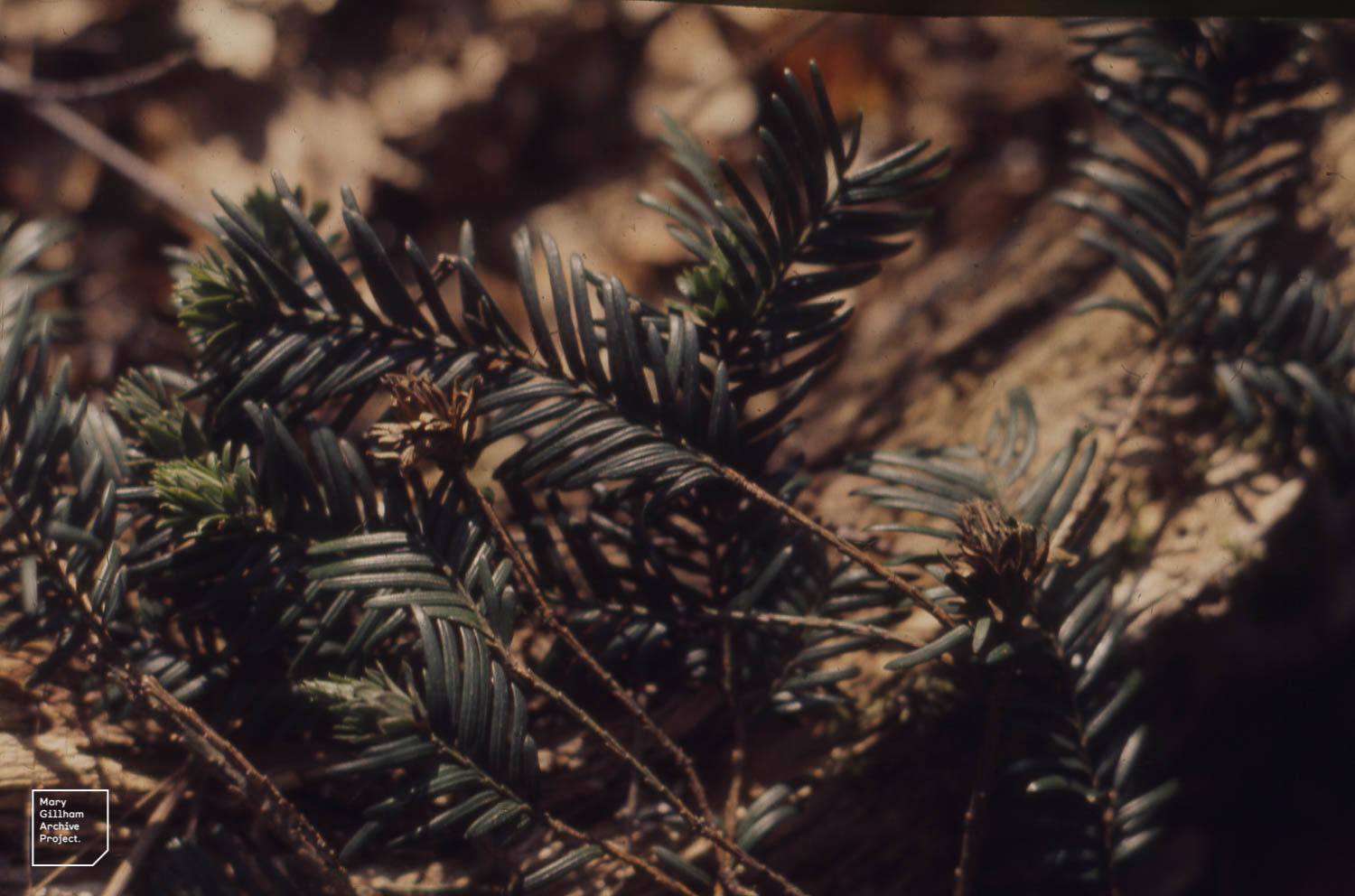
Vieille galle de Cécidomyie des bourgeons de l'If (Pays de Galles)

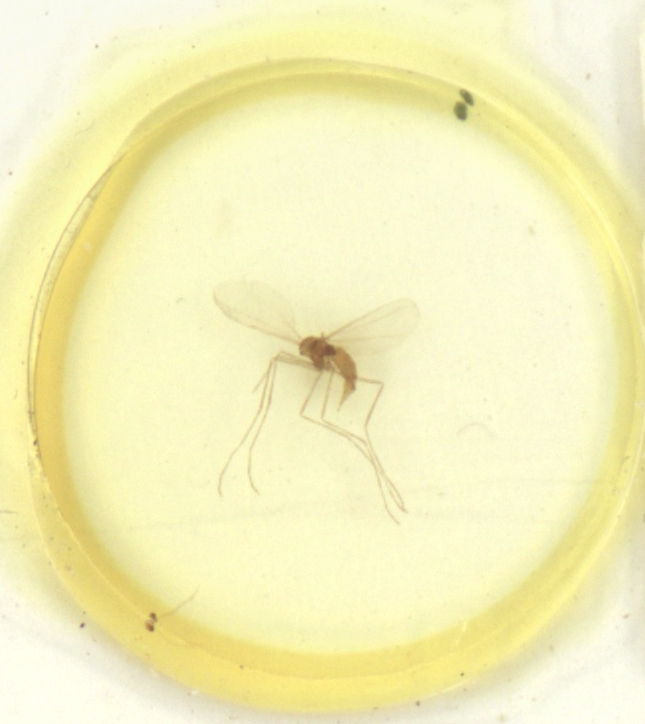
Imago de Cécidomyie des bourgeons de l'If (Kent, Angleterre)

La Cécidomyie des bourgeons de l'if est étroitement associée à l'if commun. L'imago mesure de 3 à 4 mm de long ; sa tête et son pronotum sont brun-orangé et son abdomen, jaunâtre avec des rayures plus sombres. Lorsque la femelle introduit ses œufs (jusqu'à 10) dans le jeune bourgeon ou sous les aiguilles (en mai-juin), elle provoque le développement d'une galle en forme d'artichaut mesurant jusqu’à 20 mm de long, avec des aiguilles raccourcies et décolorées. Chaque galle est constituée d'une cavité contenant une larve orange. Le cycle de vie de cette Cécidomyie dure deux années, rarement plus, et un faible pourcentage de la population (jamais plus de 10%) peut suivre un cycle d’un an. La pupaison a lieu au printemps vers fin-mai, début-juin, précédant l'apparition de l'imago de deux semaines. En fonction des conditions météorologiques, un essaimage se produit de fin avril à la mi-mai. Il semble que la cécidomyie de l'if puisse également se développer au sein des bourgeons de Cephalotaxus, un genre asiatique voisin de Taxus,.
La cécidomyie des bourgeons de l'if subit les affres de plusieurs prédateurs, :
- Les chenilles des lépidoptères Blastobasis lignea et Ditula angustiorana sont prédatrices de sa galle
- La larve de la guêpe parasitoïde Mesopolobus diffinis se nourrit de sa pupe.
- Le Chalcidoidea de la famille des Torymidae Torymus nigritarsus est prédateur de sa larve lorsqu'elle s'est bien développée.

## Autres espèces parasites de l'If

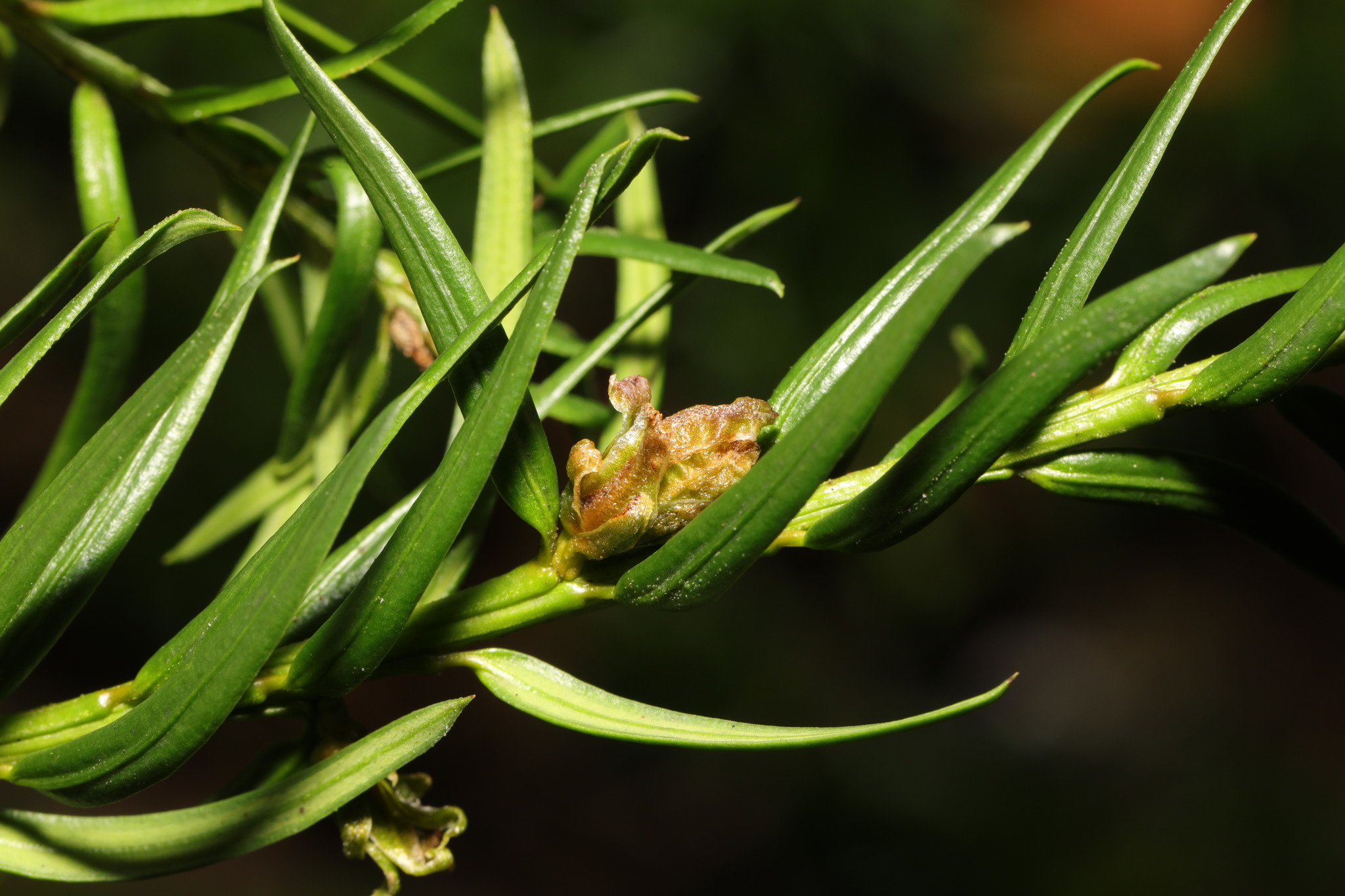
Cecidophyopsis psilaspis (Merseyside, Angleterre)

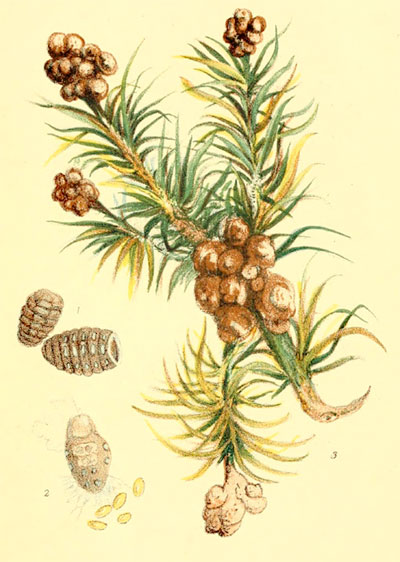
Adelges taxi, galle brune

L'Acarien Cecidophyopsis psilaspis provoque une galle également responsable de l'hypertrophie des bourgeons des Ifs. Colorée de jaune et de rouge et formée de feuilles charnues et verruqueuses, elle mesure tout au plus 8 mm de long.
Le Puceron Adelges taxi créé une galle en forme de masse arrondie brune à l'extrémité des pousses.

## Impact sur les populations d'Ifs

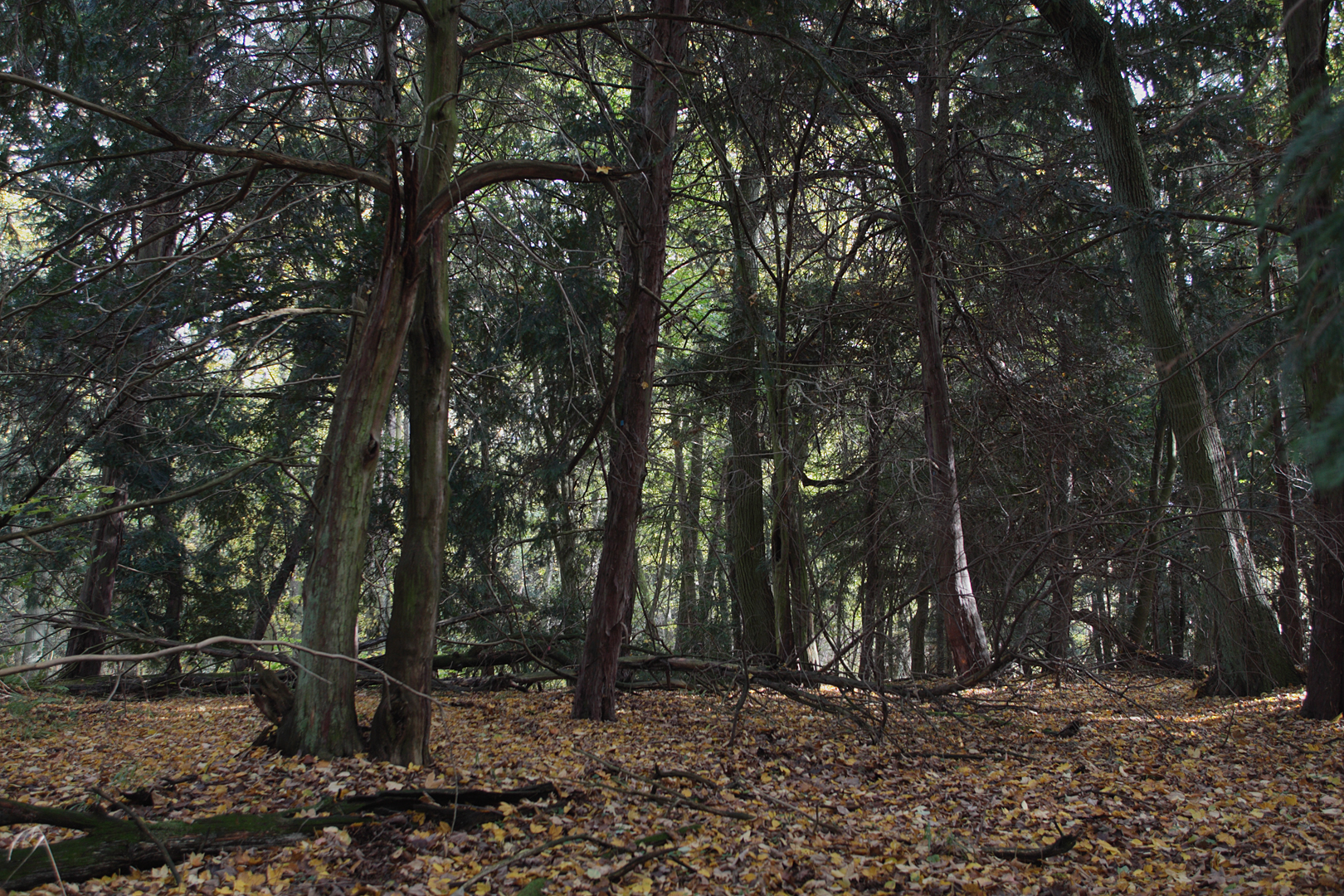
Peuplement résiduel de la réserve naturelle de Cisy Staropolskie (Pologne).

En 2015, l'impact de cette cécidomyie a été étudié sur une population importante d'Ifs située dans les Carpates polonaise. Dans cette forêt, l'infestation est de 19,4% des arbres avec une préférence pour les peuplements denses, pour les arbres sains dont les troncs ne dépassent pas 13,8 cm de diamètre ainsi que pour les stations froides, humides et escarpées. l'If est dioïque, mais il ne semble pas y avoir de préférence sexuelle. La plupart des Ifs infestés sont stériles. En cas de forte population, cette espèce abaisse le taux de croissance des Ifs et peut représenter une menace comme le montre la réserve de Wierzchlas (Pologne) où 53,5% des Ifs sont infestés et leur croissance annuelle inférieure de 20 à 25% à celle des arbres de référence. Dans la réserve de Mogilno (Pologne), il y a une corrélation entre la production de fleurs et de graines viables avec la présence de Cécidomyie.

## Répartition

Répartition de l'If commun, plante hôte de la larve

La cécidomyie des bourgeons de l'If est présente dans l'ensemble de l'Europe où elle suit la répartition de sa plante hôte, l'If commun. Le morcellement des peuplements d'Ifs et le potentiel limité de mouvements de Taxomyia taxi sont des facteurs clefs dans la détermination de son aire de répartition actuelle.